# Luffincott
Luffincott is een civil parish in het bestuurlijke gebied Torridge, in het Engelse graafschap Devon. In 2001 telde het civil parish 45 inwoners.